# کارشناسی علوم

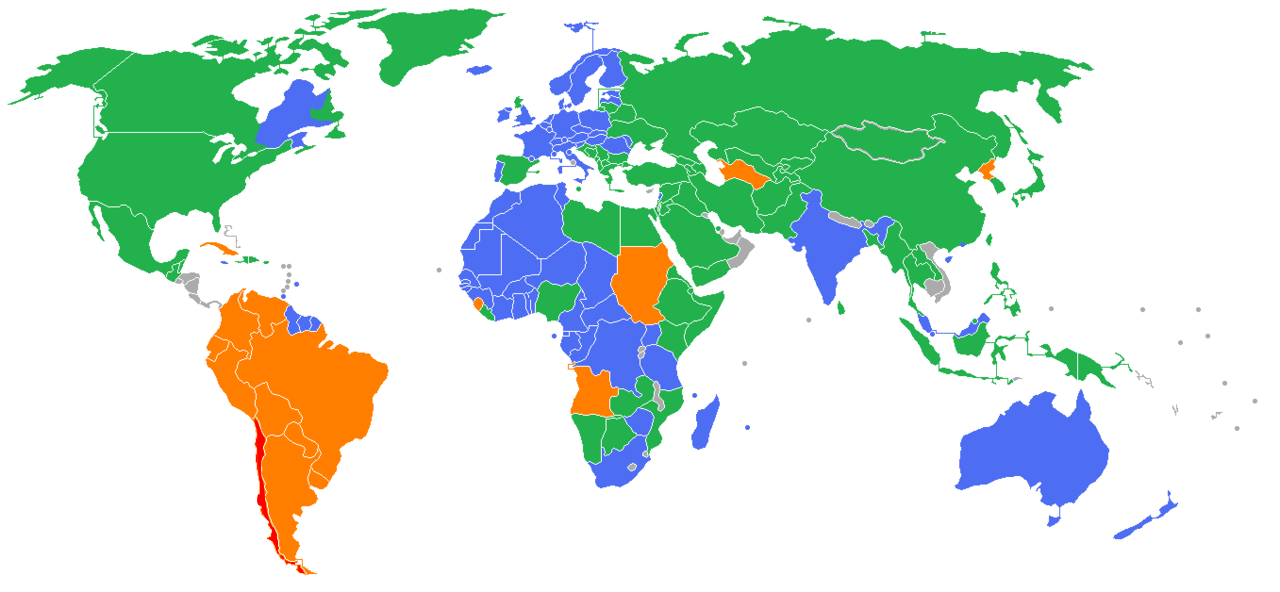
مدت زمان تحصیل در کشورها:
سه سال
چهار سال
پنج سال
شش سال

کارشناسی علوم یا لیسانس علوم یا بی‌اِس (BS , BSc, SB یا ScB از معادل لاتین Scientiae Baccalaureus) یک مدرک دانشگاهی در مقطع کارشناسی که برای برنامه‌هایی که عموماً سه تا پنج سال طول می‌کشد، اعطا می‌شود. اولین دانشگاهی که دانشجو را در مقطع لیسانس علوم پذیرفت، دانشگاه لندن در سال ۱۸۶۰ بود. در ایران، بین لیسانس علوم و لیسانس هنر تفاوت خاصی قائل نمی‌شوند.
این که چه دانشجو در یک موضوع خاص دارای مدرک لیسانس علوم باشد یا لیسانس هنر نیز می‌تواند در بین دانشگاه‌ها متفاوت باشد. به عنوان مثال، یک دانشگاه ممکن است برای یک رشته لیسانس هنر (BA) بدهد، اما دانشگاه دیگر لیسانس علوم بدهد. برخی دانشکده‌های هنرهای لیبرال در ایالات متحده فقط لیسانس هنر را حتی در علوم طبیعی ارائه می‌دهند در حالی که برخی دانشگاه‌ها حتی در زمینه‌های غیر علمی نیز لیسانس علوم را ارائه می‌دهند.
در دانشگاه‌هایی که هر دو مدرک لیسانس علوم و هنر را در همان رشته ارائه می‌دهند، درجه لیسانس علوم معمولاً در آن رشته خاص گسترده‌تر است و به سمت دانشجویانی است که تحصیلات تکمیلی یا حرفه ای را در آن رشته دنبال می‌کنند.